# Авария A321 в Пусане
28 января 2025 года самолёт Airbus A321 авиакомпании Air Busan загорелся в аэропорту Кимхэ, Пусан (Южная Корея). Возгорание самолёта произошло в момент подготовки к вылету. Пожар начался в хвостовом отсеке, над креслами пассажиров, в месте, где они помещают ручную кладь.
Один из пассажиров рассказал, что слышал треск, потом пошёл дым и начал распространяться огонь. Стюардесса принесла огнетушитель, но его не хватило, чтобы остановить распространение огня.
Пассажиры выразили недовольство работой экипажа, сообщив, что оповещения об эвакуации по громкой связи не было. Всех просто в устной форме призывали оставаться на местах, когда задымление в салоне набирало обороты.
Один из пассажиров самостоятельно сумел открыть аварийный боковой выход, когда дышать от дыма в салоне стало невозможно. Люди в панике спустились по надувному трапу вниз. Вскоре стюардесса открыла аварийный люк с другой стороны фюзеляжа, и оттуда тоже на полосу аэропорта вышли испуганные люди.
Только четверо членов экипажа слегка отравились дымом — они покинули салон лайнера последними, после приезда пожарных.
Сам самолёт сгорел полностью — пламя быстро перекинулось на фюзеляж.
Следователи из Министерства авиационного транспорта Южной Кореи выдвинули предписание изменить правила провоза ручного багажа. Теперь все портативные зарядки пассажиры должны будут носить при себе в полёте, и всех их будут проверять на наличие в ручной клади этих предметов, а также электронных сигарет.

## Самолёт
Самолёт построен в октябре 2007 года, до мая 2017 года летал в Asiana Airlines, а затем поступил во флот Air Busan. Оснащён двигателями International Aero Engines (IAE) V2533-A5. 28 января 2025 года самолёт готовился к вылету из аэропорта Кимхэ, в 22:26 вечера по корейскому времени экипаж заметил огонь и дым из задней части самолёта и приступил к эвакуации. Один из пассажиров самостоятельно сумел открыть аварийный боковой выход, когда дышать от дыма в салоне стало невозможно. Люди в панике спустились по надувному трапу вниз. Вскоре стюардесса открыла аварийный люк с другой стороны фюзеляжа, и оттуда тоже на полосу аэропорта вышли испуганные люди. Самолёт сгорел полностью, огнём были уничтожены большая часть обшивки и структурные элементы. Поскольку состояние самолёта не подлежало ремонту, он был немедленно списан после аварии.

## Экипаж
На борту самолёта было 7 членов экипажа. Благодаря оперативным действиям экипажа и пассажиров эвакуация была завершена до того, как огонь распространился. Экипаж сначала пытался выяснить, не было ли в отсеке запрещённых предметов. четыре члена экипажа получили лёгкие травмы от отравления дымом. Один из лётчиков отметил в своём блоге, что, скорее всего, пожар начался из-за литий-ионного аккумулятора или электронного устройства, оставленного в багажном отсеке. Есть предположения о возможных причинах возгорания, среди которых — перегрев или замыкание в электрической системе верхнего багажного отсека или нарушение правил безопасности кем-то из тех, кто был на борту.

## Пассажиры
| Гражданство      | Пассажиры | Экипаж | Всего |
| ---------------- | --------- | ------ | ----- |
| Республика Корея | 147       | 7      | 154   |
| Китай            | 18        | 0      | 18    |
| США              | 2         | 0      | 2     |
| Великобритания   | 1         | 0      | 1     |
| Филиппины        | 1         | 0      | 1     |
| Всего            | 169       | 7      | 176   |

В пожаре на борту самолёта выжили все, но 3 пассажира получили лёгкие травмы, а у 4 членов экипажа проявились признаки отравления. Семь человек получили в основном незначительные травмы, один человек был госпитализирован. После пожара в самолёте Airbus A321 Air Busan в Южной Корее в январе 2025 года многие страны начали принимать превентивные меры, чтобы избежать подобных ситуаций в будущем. Авиакомпании по всему миру вводят более строгие правила обращения с литий-ионными аккумуляторами.

## Хронология событий
22:26 по корейскому времени (KST) — возгорание самолёта при подготовке к вылету из аэропорта Кимхэ.
22:34 — прибытие пожарных  в аэропорт Кимхэ на место происшествия и включение первого уровня реагирования.
23:24 — окончательный контроль над пожаром, для тушения которого были мобилизованы десятки пожарных машин.
23:31 вечера — полное тушение пожара.

## Экипаж
На борту самолёта Airbus A321 авиакомпании Air Busan было 7 членов экипажа. 
Экипаж сначала пытался выяснить, не было ли в отсеке запрещённых предметов. Благодаря оперативным действиям экипажа и пассажиров эвакуация была завершена до того, как огонь распространился. 
Четверо членов экипажа получили лёгкие травмы от отравления дымом — они покинули салон лайнера последними, после приезда пожарных. 
Один из лётчиков отметил в своём блоге, что, скорее всего, пожар начался из-за литий-ионного аккумулятора или электронного устройства, оставленного в багажном отсеке.

## Реакция
После пожара в самолёте Airbus A321 Air Busan в Южной Корее в январе 2025 года правительство страны начало экстренное расследование инцидента. 
Министр финансов и исполняющий обязанности президента Чхве Сан Мок заявил, что «необходимо провести всестороннее расследование, поскольку несколько человек получили травмы во время эвакуации». 
Министерство транспорта Южной Кореи объявило о проведении внеплановых проверок всех авиакомпаний страны. Планировалось уделить особое внимание техническому состоянию воздушных судов и подготовке экипажей к чрезвычайным ситуациям. 
Власти подчёркивали необходимость усиления мер безопасности, чтобы предотвратить подобные инциденты в будущем. 
Следователи из Министерства авиационного транспорта Южной Кореи выдвинули предписание изменить правила провоза ручного багажа. В частности, было решено проверять пассажиров на наличие в ручной клади портативных зарядок и электронных сигарет. 

## Расследование
Министерство транспорта Южной Кореи инициировало экстренное расследование пожара на борту самолёта Airbus A321 авиакомпании Air Busan 28 января 2025 года. 
Следователи изучают возможные причины происшествия, а также действия экипажа и авиакомпании. Для этого они опрашивают пассажиров и членов экипажа, анализируют данные бортовых самописцев. 
По предварительным данным, рассматриваются три основные версии возгорания:
1.Самопроизвольное возгорание внешнего аккумулятора (пауэрбанка) в ручной клади одного из пассажиров.
2.Перегрев или короткое замыкание в электрической системе в районе верхнего багажного отсека.
3.Нарушение правил безопасности, например, использование зажигалки или курение в туалете.
На данный момент Министерство транспорта Южной Кореи пока не разглашает результаты расследования.

## См.также
- Катастрофа Boeing 737 в Манчестере
- Катастрофа Boeing 777 в Сан-Франциско
- Катастрофа A320 в Сан-Паулу
- Катастрофа SSJ 100 в Шереметьеве
- Катастрофа Як-42 под Ярославлем
- Авария Ил-86 в Дубае